# 2 Armia Polowa (Francja)
2 Armia Polowa – związek operacyjny francuskich Sił Zbrojnych.

## Struktura organizacyjna
W latach 50. XX w.
- dowództwo Armii
- 3 Korpus Piechoty
- 5 Korpus Pancerny